# Rot am See
Pour les articles homonymes, voir Rot (homonymie).
Rot am See est une commune de Bade-Wurtemberg (Allemagne), située dans l'arrondissement de Schwäbisch Hall, dans la région de Heilbronn-Franconie, dans le district de Stuttgart.